# Sandrine Thiébaud-Kangni
Sandrine Carmen Genevieve Thiébaud-Kangni (Sucy-en-Brie, 21 aprile 1976) è un'ex velocista e multiplista francese naturalizzata togolese, specializzata nei 400 metri piani.

## Biografia
Nata nell'Île-de-France da madre francese e da Roger Kangni, specialista togolese degli 800 metri piani, che ha preso parte ai Giochi olimpici di Monaco di Baviera 1972 ed ha detenuto il record togolese per più di 35 anni; Thiébaud ha debuttato nell'atletica leggera all'età di 8 anni nel 1985. Ha gareggiato per tutto il periodo giovanile con la nazionale francese, debuttando nel 1994 sulla platea internazionale a Lisbona e partecipando alla staffetta vincente agli Europei juniores d'Ungheria l'anno seguente. Nel 1997 debutta tra i seniores a Parigi prendendo parte ai Mondiali indoor con la staffetta.
Nonostante abbia continuato a gareggiare nel campionato francese, vincendone alcuni titoli tra il 2003 e il 2006, dal 2001 Thiébaud - dopo non essersi riuscita a qualificare alle Olimpiadi di Sydney 2000 - ha optato per gareggiare nelle competizioni seniores con la nazionale del paese africano paterno, per cui ha stabilito ben presto numerosi record outdoor e indoor di velocità. Thiébaud ha così preso parte per circa una decade, oltre che alle maggiori manifestazioni dell'Africa, a quasi tutte le edizioni dei Mondiali e rappresentato il Togo ai Giochi olimpici di Atene 2004 e di Pechino 2008.
Dal 2009 ha intrapreso la carriera come multiplista gareggiando soprattutto in Francia e in Africa, per poi ritirarsi dalle competizioni agonistiche nel 2013.

## Palmarès
| Anno                            | Manifestazione           | Sede        | Evento      | Risultato  | Prestazione | Note |
| ------------------------------- | ------------------------ | ----------- | ----------- | ---------- | ----------- | ---- |
| In rappresentanza della Francia |                          |             |             |            |             |      |
| 1994                            | Mondiali U20             | Lisbona     | 400 m piani | Semifinale | 55"73       |      |
| 1995                            | Europei U20              | Nyíregyháza | 400 m piani | 4          | 54"27       |      |
| 1995                            | Europei U20              | Nyíregyháza | 4 × 400 m   | Oro        | 3'32"79     |      |
| 1997                            | Mondiali indoor          | Parigi      | 4 × 400 m   | Batteria   | 3'35"39     |      |
| In rappresentanza del Togo      |                          |             |             |            |             |      |
| 2001                            | Mondiali                 | Edmonton    | 400 m piani | dns        | dns         |      |
| 2002                            | Campionati africani      | Radès       | 400 m piani | Batteria   | 54"16       |      |
| 2003                            | Mondiali indoor          | Birmingham  | 400 m piani | Batteria   | 53"51       |      |
| 2003                            | Mondiali                 | Saint-Denis | 400 m piani | Batteria   | 52"50       |      |
| 2003                            | Giochi panafricani       | Abuja       | 400 m piani | Semifinale | 54"65       |      |
| 2004                            | Mondiali indoor          | Budapest    | 400 m piani | Batteria   | 53"72       |      |
| 2004                            | Campionati africani      | Brazzaville | 400 m piani | Batteria   | 54"03       |      |
| 2004                            | Giochi olimpici          | Atene       | 400 m piani | Batteria   | 52"87       |      |
| 2005                            | Mondiali                 | Helsinki    | 400 m piani | Batteria   | 53"39       |      |
| 2005                            | Giochi della Francofonia | Niamey      | 400 m piani | 5ª         | 55"36       |      |
| 2006                            | Mondiali indoor          | Mosca       | 400 m piani | Batteria   | 53"83       |      |
| 2006                            | Campionati africani      | Bambous     | 400 m piani | Batteria   | 54"63       |      |
| 2006                            | Campionati africani      | Bambous     | 800 m piani | Batteria   | 2'10"07     |      |
| 2007                            | Giochi panafricani       | Algeri      | 800 m piani | Batteria   | 2'10"57     |      |
| 2007                            | Mondiali                 | Osaka       | 400 m piani | Batteria   | 54"11       |      |
| 2008                            | Mondiali indoor          | Valencia    | 400 m piani | Batteria   | 54"02       |      |
| 2008                            | Campionati africani      | Addis Abeba | 400 m piani | Semifinale | 54"76       |      |
| 2008                            | Giochi olimpici          | Pechino     | 400 m piani | Batteria   | 54"16       |      |
| 2009                            | Giochi della Francofonia | Beirut      | Eptathlon   | dns        | dns         |      |
| 2010                            | Campionati africani      | Nairobi     | Eptathlon   | 5ª         | 4927 p.     |      |
| 2011                            | Mondiali                 | Taegu       | 400 m piani | Batteria   | 59"68       |      |
| 2011                            | Giochi panafricani       | Maputo      | Eptathlon   | 6ª         | 4813 p.     |      |
| 2012                            | Campionati africani      | Porto-Novo  | Eptathlon   | dnf        | dnf         |      |